# Trudi Meyer
Trudi Meyer (Hannover, Alemania, 13 de julio de 1914-ibídem, 23 de octubre de 1999) fue una gimnasta artística alemana, campeona olímpica en Berlín 1936 en el concurso por equipos.

## Carrera deportiva
En las Olimpiadas de Berlín de 1936 ayuda a su equipo a conseguir el oro en el concurso por equipos, quedando situadas en el podio por delante de las checoslovacas y húngaras, y siendo sus compañeras: Anita Bärwirth, Isolde Frölian, Friedl Iby, Erna Bürger, Paula Pöhlsen, Julie Schmitt y Käthe Sohnemann.